# イニッシュトラウール島
イニッシュトラウール島（アイルランド語：InisTrÃ¡Tholl）は、アイルランドで最も北に位置する島。
島には1929年まで居住地区があり、アイルランド最北端の灯台には1987年まで人が住んでいたが、以降は無人であり、野生生物のために保護区に指定されている。

## 地質
島はイニッシュトラウール片麻岩として知られている変成岩の一種である花崗岩および片麻岩で構成される。
17億年の古原生代であり、アイルランド諸島で最も古くから知られている岩である。
イニッシュトラウール片麻岩は、アイラ島とコロンゼー島にも露出しているリンス複合岩体の一部を形成していると考えられている。
この複合岩体はグリーンランド南部の変成帯およびスカンディナヴィアと相関があるとされる。